# Imigração surinamesa no Brasil
A imigração surinamesa no Brasil é pouco expressiva em comparação com a de outros povos da América do Sul como bolivianos, paraguaios, argentinos e peruanos. Assim como os guianeses, os surinameses estão instalados, em sua maioria, em estados da região norte do Brasil, ficam de forma temporária e por motivos de trabalho ou estudos.